# 邓肯·琼斯
邓肯·左伊·海伍德·琼斯（英語：Duncan Zowie Haywood Jones，1971年5月30日—），英国男导演、制片人和编剧。最知名的作品为科幻电影《月球》（2009年）、《啟動原始碼》（2011年），以及電子遊戲改編電影《魔獸：崛起》（2016年）。他是歌手大卫·鲍伊的长子。

## 早年
邓肯·琼斯生於倫敦的一個城鎮布羅姆利的布羅姆利鄉鎮醫院，是大卫·鲍伊与第一任妻子安吉拉所生的獨子。鲍伊因他的出生创作了歌曲，该曲收录于1971年的专辑 。琼斯在柏林、伦敦和沃韦长大，在瑞士洛桑上了小学一二年级。鲍伊于1980年2月离婚后，获得了当时九岁的琼斯的监护权。十四岁时，他入读了一所苏格兰寄宿学校。1992年，琼斯在父亲的第二次婚礼上担任伴郎。他从美国伍斯特学院获得了哲学学士学位，随后在范德堡大学攻读博士学位，但在完成学业前离开，转而入读伦敦电影学校。

## 职业生涯
琼斯的第一部长篇电影《月球》获得了七个英国独立电影奖项提名，最终赢得的两项都是颁发给导演琼斯的。它也在2010年英國學術電影獎上收获了两次提名，赢得了其中的最佳新人奖。他的第二部作品为2011年的《源代码》，由杰克·吉林哈尔主演。2013年，琼斯宣布他将执导影片《魔獸：崛起》，改编自同名电子游戏，定于2016年暑期上映。
2016年9月21日，琼斯在自己的Twitter上宣布，他自2009年就開始籌備的《默》將於下週在柏林開拍。電影由亞歷山大·史柯斯嘉和保羅·路德主演。他聲稱這是《月球》的「精神續集」，其靈感來自雷利·史考特的《銀翼殺手》。該片由Netflix發行。
他與亞莉克斯·德坎皮合著的圖像小說《瑪蒂：在未來的某個時候》（Madi: Once Upon A Time in The Future）在2020年出版。

## 作品列表
| 年份 | 譯名標題         | 原名標題      | 職位             | 票房       | 附註 |
| ---- | ---------------- | ------------- | ---------------- | ---------- | ---- |
| 2003 | 《口哨》         | Whistle       | 編劇，導演，監製 | -          | 短片 |
| 2009 | 《2009月球漫遊》 | Moon          | 編劇，導演       | 976萬美元  |      |
| 2011 | 《啟動原始碼》   | Source Code   | 導演             | 1.47億美元 |      |
| 2016 | 《魔獸：崛起》   | Warcraft      | 聯合編劇，導演   | 4.33億美元 |      |
| 2018 | 《默》           | Mute          | 聯合編劇，導演   | -          |      |
| 2025 | 《俠盜騎兵》     | Rogue Trooper | 編劇，導演，監製 |            |      |